# Colville Reservation

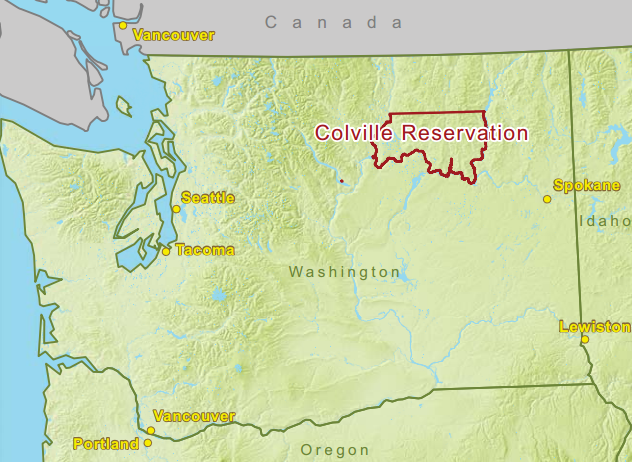
Colville Reservation

Das Colville-Indianerreservat (englisch Colville Indian Reservation) ist ein Indianerreservat im oberen Columbia Basin im US-amerikanischen Bundesstaat Washington. Benannt ist das Reservat nach Andrew Colville, einem Direktor der Hudson’s Bay Company. 

## Lage
Die Landschaft ist von Canyons, Steppe, Bergflüssen, Seen in Granitbecken und bewaldeten Bergen geprägt. Die östliche und südliche Grenze des Reservats bildet der Columbia River, der Okanogan River die westliche. An der Südgrenze liegt die Grand-Coulee-Talsperre, die den Columbia River staut. Im Reservat befindet sich das Colville Confederated Tribes Museum, das Fort Okanogan Interpretive Center und eine ehemalige katholische Mission. Das Gebiet ist auf drei Seiten von Staatsforsten umgeben, in denen unter anderem der Pasayten, der Glacier Peak und die Lake Chelan-Sawtooth Wilderness liegen, die zusammen das größte Gebiet der USA ohne Straßen bilden. Das Reservat hat eine Fläche von 2.187 Quadratmeilen (5.664 Quadratkilometer) und ist damit eines der größten Reservate im Staat.

## Geschichte
Vor der Ankunft der Europäer lebten die Natives am oberen Columbia River in festen Siedlungen und in Lagern, die sie nur während der Lachswanderungen aufsuchten. Die hauptsächlichen Fischgründe waren die Kettle Falls an der heutigen kanadischen Grenze, vor dem Bau von Staudämmen einer der mächtigsten Wasserfälle des Columbia River. Hier kamen jedes Jahr eine ganze Reihe von Stämmen zusammen, um ihre Lachsvorräte aufzufüllen. 1826 errichtete die Hudson’s Bay Company in der Nähe der Kettle Falls einen Handelsposten, der Wolldecken, Perlen und Eisenwaren gegen Felle tauschte. Zwischen 1826 und 1871 fand hier ein reger Handel mit Biberfellen, Büffelfellen und Wildhäuten statt – bis zu 20.000 Felle gingen über die Tische der Händler.
Die Kettle Falls liegen heute ebenso wie der ehemalige Handelsposten und das Fort Colville unter dem Wasser des Lake Roosevelt begraben, der durch die Grand-Coulee-Talsperre geschaffen wurde.
Das Reservat nahm in den Grenzen des Vertrags von 1855 ein Drittel des Bundesstaates Washington ein. Bereits 1875 war es auf ein Gebiet von etwa zwei Millionen Hektar geschrumpft. Einige Monate später zwangen Siedler die Bundesregierung erneut, den Vertrag umzuschreiben und die zwölf Stämme, die in der Reservation lebten, aus dem östlichen Washington weiter nach Westen zu vertreiben. 1872 wurden neue Grenzen von Präsident Ulysses S. Grant 
per Dekret festgelegt. Kanada bildete die nördliche Grenze der Reservation. Der Columbia River die östliche und südliche Grenze, der Okanagan River die westliche Grenze. 1992 wurde der nördliche Teil der Reservation von der Amerikanischen Regierung aufgelöst. Am 22. März 1906 beauftragte der Kongress der Vereinigten Staaten von Amerika, den Innenminister, den südlichen Teil des restlichen Reservates in einzelne Flächen aufzuteilen, jeder Indianerfamilie ein Grundstück zuzuweisen und überschüssige Gebiete an Nichtindianer zu verkaufen. Dieses Verfahren wurde Allotment genannt und die rechtliche Grundlage dafür bildete der Dawes Act. Der Kongress war der Meinung, dass den Indianern zu viel Fläche zur Verfügung stand, pro Einwohner über 1000 Acres. Die Erträge aus den Verkäufen sollten den Stämmen, welche im Reservat lebten, gutgeschrieben werden. Federführend war das Bureau of Indian Affairs, eine Behörde des Innenministeriums. Diese verwaltete die Gelder der Indianerstämme, da man den Indianern nicht zutraute, selbst Geschäfte zu tätigen. Auch versprach man sich dadurch die Assimilierung an die weiße Kultur. Privater Grundbesitz war das Dogma der Zeit. Kollektives Leben und Arbeiten galt als kommunistisch und zurückgeblieben.
Die Senijextee und Sinkaietk (auch Southern Okanagon genannt) waren die größten der zwölf Stämme, die in die Reservation abgeschoben wurden. Zu ihnen kamen die Colville, Entiat (Chelan), Methow, Moses Columbia, Nespelem, Palouse, Sanpoil und Wenatchi. Alle sprachen Salish-Dialekte, außer einer Gruppe von Nez Percé, die Sahaptin sprachen. Diese Gruppe, die Überlebenden des Chief Joseph, kam in die Reservation, als sie aus ihrem Exil in Oklahoma zurückkehrte. Chief Joseph, der 1902 vor seinem Tipi sitzend starb, ist in der Nähe des Stammes-Hauptquartiers in der Stadt Nespelem beerdigt.